# Lockheed L-1329 JetStar
Die Lockheed L-1329 JetStar (militärische Bezeichnung: Lockheed C-140) ist einer der ersten Businessjets und einer der wenigen mit vier Triebwerken. Es handelt sich um einen Tiefdecker mit Druckkabine und Einziehfahrwerk. Typische Merkmale sind das Kreuzleitwerk, die vier Strahltriebwerke am Heck und die Zusatztanks, durch welche die Tragflächen hindurchgehen.

## Geschichte
Die Entwicklung der L-1329 wurde ab 1956 aufgrund einer Ausschreibung der U.S. Air Force für ein leichtes Transportflugzeug begonnen. Der Start der Entwicklung wurde im März 1957 bekanntgegeben. Der Erstflug erfolgte am 4. September 1957. Die beiden Prototypen waren mit zwei Bristol-Orpheus-Triebwerken mit je 20,3 kN Schub ausgerüstet. Da kein Lizenzvertrag für die Fertigung in den USA zustande kam, musste Lockheed im Dezember 1959 als Ersatz vier Pratt & Whitney-JT12A-6-Triebwerke mit je 10,7 kN Schub in einen der Prototypen einbauen. Dies war der Grund für die seltene Auslegung mit vier Triebwerken, die rechts und links am Heck des Flugzeuges montiert wurden. Die erste Serienmaschine flog im Sommer 1960, die Musterzulassung wurde im August 1961 erteilt.
Ab Mitte 1963 kamen Pratt & Whitney-JT12A-6A-Triebwerke mit 11,4 kN Schub zum Einsatz. Im Januar 1967 flog erstmals eine Version mit Pratt & Whitney-JT12A-8-Triebwerken, die 14,7 kN Schub erzeugen. Zusätzlich wurden verbesserte Bremsen mit Anti-Skid-System (ABS) sowie eine Vorrichtung eingebaut, um das Fahrwerk im Notfall durch Druckluft ausfahren zu können. Die Luftfahrtzulassung dieser Ausführung wurde am 6. Juli 1967 erteilt. Es wurde auch die Möglichkeit geschaffen, frühere Versionen auf diesen Stand umzurüsten.
Mit der Verfügbarkeit des Garrett-AiResearch-TFE731-3-Triebwerks mit 16,45 kN Schub wurde eine neue Version dieses Flugzeug geschaffen, um die Lärmentwicklung und den Kraftstoffverbrauch zu verringern. Gleichzeitig konnte das Startgewicht erhöht werden.
Die Entwicklung dieses Musters mit der Bezeichnung Lockheed L-1329-25 Jetstar II begann im Oktober 1972. Im Frühjahr 1975 wurde die ersten Maschine gebaut, die am 18. August 1976 zu ihrem Erstflug startete. Die Musterzulassung wurde seitens der FAA am 14. Dezember 1976 erteilt. Zwischen 1976 und 1979 wurden 40 Maschinen gebaut.
Garrett AiResearch bot einen Umrüstsatz an und die erste von JT-12 auf TFE731-3 umgerüstete Maschine startete am 10. Juli 1974. Die erste umgerüstete Kundenmaschine startete am 18. März 1976 zu ihrem Erstflug.
Insgesamt wurden 204 Stück der JetStar gebaut.
Die letzte fliegende JetStar (N313JS) wurde im Dezember 2019 außer Dienst gestellt und in Marietta einem Museum übergeben.

## Militärische Verwendung

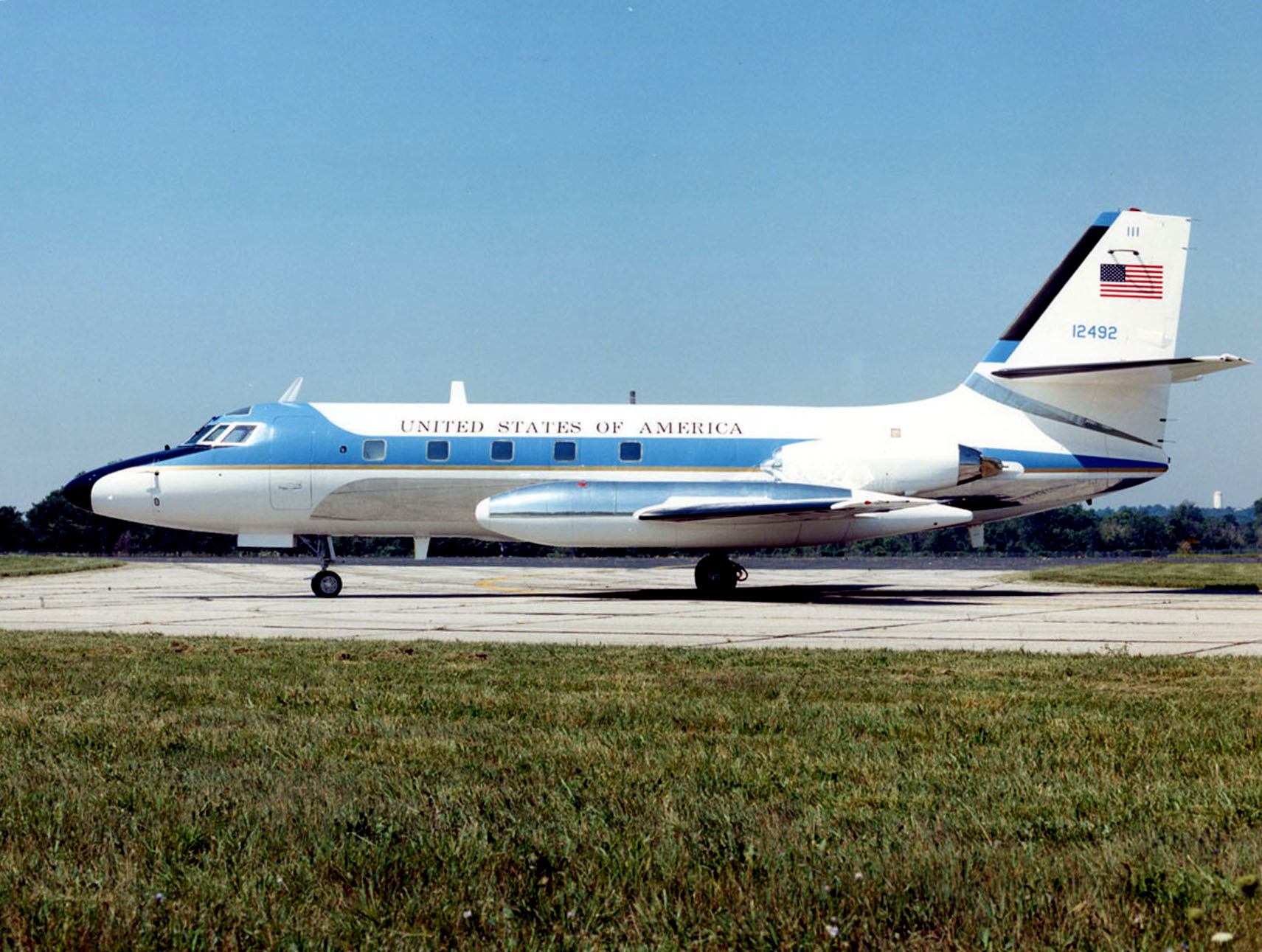
Lockheed VC-140B

Fünf Flugzeuge mit der militärischen Bezeichnung C-140A wurden vom Kommunikationsdienst der US-Luftwaffe angeschafft, um Navigationshilfen zu überprüfen. Die ersten dieser Maschinen wurden im Sommer 1962 ausgeliefert.
Elf Maschinen wurden von der US-Luftwaffe zum Personentransport vorgesehen. Die ersten Lieferungen erfolgten im Winter 1961. Sechs Maschinen wurden für den VIP-Transport mit einer Einrichtung für drei Piloten und acht Passagiere, fünf Maschinen mit einer Bestuhlung für 13 Passagiere ausgeführt.
Auch Deutschland nutzte vier L-1329 JetStar in der Flugbereitschaft des Bundesministeriums der Verteidigung als VIP-Flugzeug.

## Produktion
Lieferungen der JetStar I und Abnahme der Lockheed C-140 durch die USAF:
| Version        | 1961 | 1962 | 1963 | 1964 | 1965 | 1966 | 1967 | 1968 | 1969 | 1970 | 1971 | 1972 | 1973 | 1974 | SUMME |
| -------------- | ---- | ---- | ---- | ---- | ---- | ---- | ---- | ---- | ---- | ---- | ---- | ---- | ---- | ---- | ----- |
| JetStar I      | 14   | 9    | 10   | 6    | 18   | 24   | 19   | 16   | 14   | 0    | 4    | 10   | 6    | 1    | 151   |
| VC-140B        | 3    | 3    |      |      |      |      |      |      |      |      |      |      |      |      | 6     |
| C-140B         |      |      | 5    |      |      |      |      |      |      |      |      |      |      |      | 5     |
| C-140B Germany |      | 2    |      |      |      | 1    |      |      |      |      |      |      |      |      | 3     |
| SUMME          | 17   | 14   | 15   | 6    | 18   | 25   | 19   | 16   | 14   | 0    | 4    | 10   | 6    | 1    | 165   |

## Militärische Nutzer
Deutschland
- Luftwaffe

 Indonesien
 Irak
 Iran
- Luftwaffe

 Kuwait
 Libyen
 Mexiko
 Saudi-Arabien
- Royal Saudi Air Force

 Vereinigte Staaten
- United States Air Force

## Maschinen in Privatbesitz
Einige Exemplare der L-1329 JetStar sind bis heute erhalten geblieben, darunter die beiden ehemaligen Privatmaschinen von Elvis Presley, von denen die mit dem Luftfahrzeugkennzeichen N777EP an Presleys ehemaliger Residenz Graceland zu besichtigen ist.
Die zweite, nahezu komplett rot lackierte Maschine mit dem Kennzeichen N440RM stand über dreißig Jahre auf einem Platz mittig rechts neben der Startbahn 17/35 auf dem Roswell International Air Center in Roswell. Sie wurde seit 2017 mehrmals versteigert und befindet sich in einem recht verwitterten und teildemontierten Zustand. Bei einer erneuten Auktion Anfang 2023 wurde sie vom Inhaber des YouTube-Kanals „Jimmys World“ für 234.000 Dollar ersteigert. Er plante die Maschine zu restaurieren, jedoch gab er diese Idee aufgrund des Zustandes und des hohen finanziellen Einsatzes auf und begann, das Luftfahrzeug in ein fahrbares Wohnmobil umzubauen.

## Zwischenfälle
Am 16. Januar 1968 kollidierte eine JetStar der Flugbereitschaft nahe Bremen mit einer Piaggio P.149 der Lufthansa-Verkehrsfliegerschule. Die beiden Insassen des einmotorigen Propellerflugzeugs – Fluglehrer und -schüler – kamen ums Leben, der Jet konnte eine Notlandung auf dem Flughafen Bremen durchführen.

## Technische Daten
| Kenngröße             | Daten                               |
| --------------------- | ----------------------------------- |
| Besatzung             | 3 (2 Piloten und ein Flugingenieur) |
| Passagiere            | 6–10                                |
| Länge                 | 18,41 m                             |
| Spannweite            | 16,41 m                             |
| Höhe                  | 6,22 m                              |
| Flügelfläche          | 50,4 m²                             |
| Flügelstreckung       | 5,3                                 |
| Leermasse             | 11,3 t                              |
| max. Startmasse       | 20,2 t                              |
| Reisegeschwindigkeit  | 880 km/h                            |
| Höchstgeschwindigkeit | 920 km/h                            |
| Gipfelhöhe            | 13.100 m                            |
| Reichweite            | 4.820 km                            |
| Triebwerke            | JT-12 oder TFE731-3 (JetStar II)    |